# Analogkamera

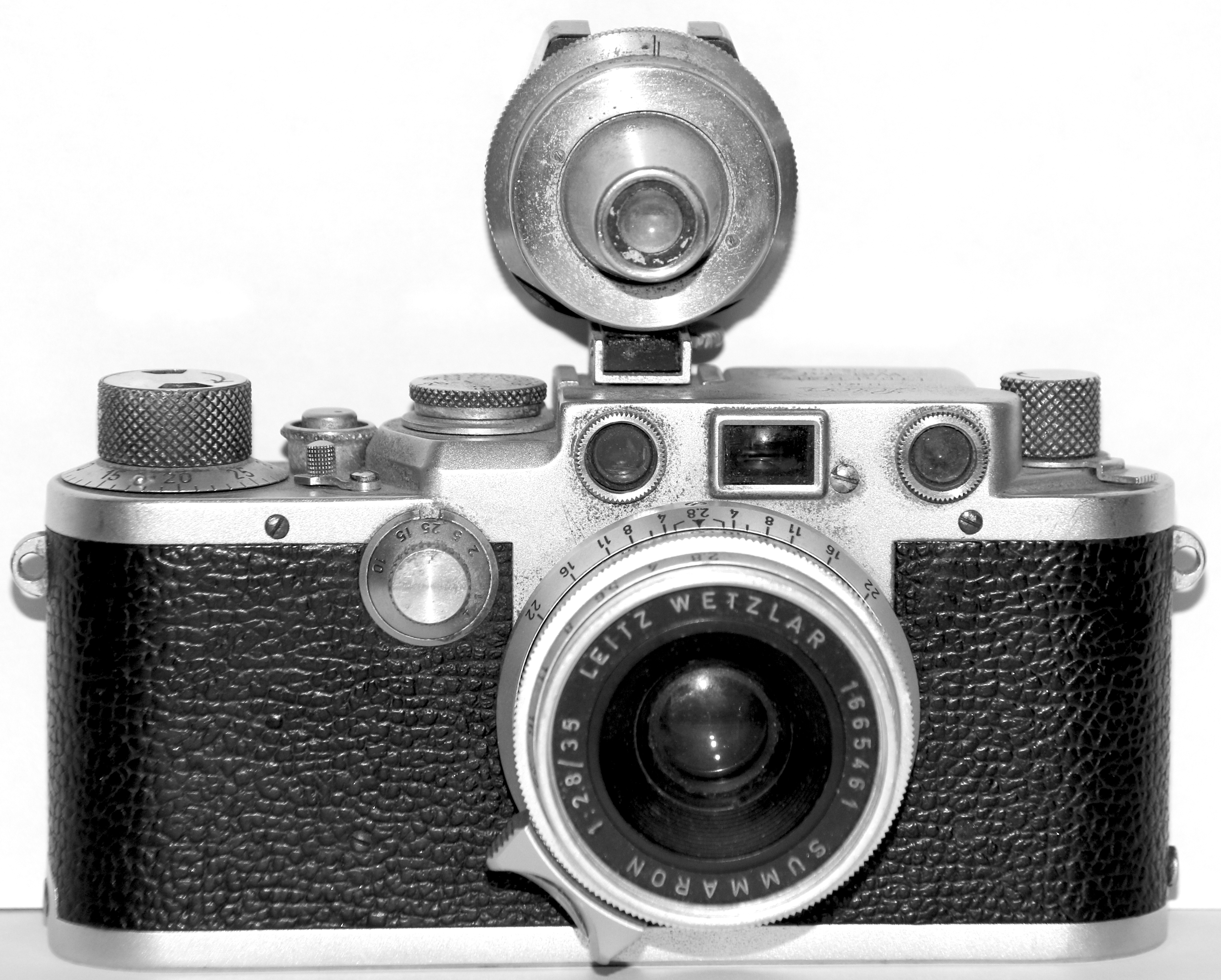
Eine analoge Leica-Kamera ca. 1960

„Analogkamera“ (auch: „analoge Kamera“) ist ein retronymer Begriff aus der Fotografie. Es handelt sich um eine Kamera, die statt eines digitalen Speichermediums (siehe: Digitalkamera) als Aufnahmemedium fotografischen Film oder Fotoplatten, bzw. bei Edeldruckverfahren beschichtetes Papier oder Metallplatten, bzw. Sofortbildmaterial benötigt.
Sie basiert auf der Technik der klassischen, chemischen „Analogfotografie“ (auch Silber-Fotografie) für Fotoapparate und Filmkameras.

## Begriff
Zur Abgrenzung gegenüber dem Begriff der Digitalkamera innerhalb der neuen fotografischen Verfahren der Digitalfotografie taucht zu Beginn des 21. Jahrhunderts der Begriff „analoger Fotoapparat“ auf. Zuvor wurden Kameras für das klassische, chemische Verfahren nur als „Filmkamera“, „Fotokamera“, „Fotoapparat“ oder einfach als „Kamera“ bezeichnet.
Die umgangssprachliche Bezeichnung als „analog“ resultiert daraus, dass „analog“ in der Elektrotechnik das Gegenstück zu „digital“ ist. Diese Unterscheidung bezieht sich aber streng genommen nur auf die Signalverarbeitung innerhalb der Elektrotechnik, es ist nicht automatisch alles „analog“, was nicht „digital“ oder gar nur nicht elektronisch ist. Es gab auch elektronische Kameras, die Bilder analog verarbeiteten, als die Digitaltechnik noch nicht so weit fortgeschritten war. Die Bezeichnung „Analogkamera“ für chemische Fotoapparate ist daher faktisch falsch und irreführend.
Die erste „Digitalkamera“ von Steven J. Sasson 1975 war eigentlich ein Still-Video-Kamerasystem (SVC), bei dem das analoge Signal vom CCD-Sensor zwar intern digitalisiert auf einem Magnetband (außerhalb der Kamera) gespeichert wurde. Für die Betrachtung oder gar eine elektronische Bildverarbeitung (EBV) konnte die auf dem Band gespeicherte digitale Information mit der Technik, die dem Pionier Steven Sasson zu jener Zeit zur Verfügung stand, aber noch nicht genutzt werden. Lediglich als re-analogisiertes Signal konnte man die Bilder auf dem Bildschirm eines Fernsehgeräts betrachten.
1981 entwickelte Sony mit der Mavica den Prototyp einer SVC, mit der man Bilder (noch analog) immerhin schon auf einer Diskette innerhalb der Kamera speichern konnte. Es folgten danach kommerziell nutzbare Kamerasysteme u. a. von Canon (Prototyp im August 1984, marktreif im Juli 1986 mit dem Modell RC-701) und Nikon (Prototyp SVC im Herbst 1985, marktreif 1988 mit dem Modell QV-1000c), die auf diesem analogen Speicherverfahren basierten.
All diese Systeme erlaubten noch keine EBV; die Bilder wurden auch hier nur auf einem Fernsehgerät präsentiert. Es handelte sich streng genommen noch nicht um Digitalfotografie. Immerhin konnten die Bilddaten der Kamera bereits mittels Telefon-Modem weitgehend verlustfrei elektronisch innerhalb von Minuten an die Bildredaktionen übertragen und dort für den Druck genutzt werden.
Erst 1990 präsentierte Kodak das erste voll-digitale Kamerasystem, bei dem die analoge Bildinformation vom CCD-Sensor (später auch CMOS-Sensor) sofort einem Analog-Digital-Wandler zugeführt, in digitaler Form gespeichert und nun anschließend mittels EBV weiter verarbeitet werden konnte (drehen, spiegeln, skalieren, verfremden etc.). Diese Kamera für Berufsfotografen, eine Kodak DCS (ab 1991 DCS-100 genannt), basiert auf einer Nikon F3 Spiegelreflexkamera, die um die elektronischen Aufnahme-Komponenten erweitert wurde. Die digitale Speichereinheit war aber noch nicht innerhalb der Kamera realisiert und befand sich in einem separaten Modul, das an der Schulter getragen wurde. Noch im selben Jahr entwickelte Logitech mit dem Fotoman (in den USA auch als Dycam vermarktet) die erste echte Digitalkamera für den Massenmarkt. Gleichzeitig erschien 1990 mit Adobe Photoshop das erste kommerzielle Programm zur digitalen Bildverarbeitung.
Um der Öffentlichkeit diese neuartige digitale Speichertechnik zu erklären, verglich man sie in einigen Publikationen technisch mit der bis dahin verwendeten analogen Bildspeicherung der SVC. Durch Übersetzungsfehler und Fehlinterpretationen, sowie durch den bis dahin noch allgemein vorherrschenden Mangel an technischem Verständnis über die digitale Kameratechnik, bezeichneten einige Journalisten danach irrtümlich alle – auch die bisherigen klassischen filmbasierten Kamerasysteme – als Analogkameras.
Der Begriff hat sich allgemein bis heute erhalten und bezeichnet nun nicht mehr die Still-Video-Kameras mit analoger Speichertechnik, sondern – fälschlich – nur noch die (im weiteren Verlauf dieses Artikels ausschließlich behandelten) Kameras für die filmbasierte (Silber-)Fotografie. Bei dieser wird aber das Bild weder digital noch analog „gespeichert“, sondern chemisch-physikalisch fixiert.